# كاريوتيسا (بيلا)
كاريوتيسا (Καρυώτισσα) هي مدينة في بيلا في مقاطعة فوريا إلادا في اليونان.
يبلغ عدد سكانها حوالي 1874 نسمة.